# Nkange
Nkange est une ville du Botswana.